# Castel-Sarrazin
Castel-Sarrazin è un comune francese di 527 abitanti situato nel dipartimento delle Landes nella regione della Nuova Aquitania.

## Società

### Evoluzione demografica
Abitanti censiti